# José Della Torre
José Della Torre (23 de março de 1906 - 31 de julho de 1979) foi um futebolista argentino que foi vice-campeão, pela seleção de seu país, da Copa do Mundo de 1930, realizada no Uruguai.
Como treinador ganhou o campeonato da Argentina de 1958 com o Racing Club de Avellaneda na Província de Buenos Aires.
No Campeonato Sul-Americano de 1959 em Argentina, ganhou por Argentina, comandou, junto com Victorio Spinetto e José Barreiro, a seleção dos anfitriões.

## Carreira
Como jogador
- 1927–1933: Racing Club
- 1934: America FC (RJ)
- 1935–1936: Ferro Carril Oeste
- 1937: CA Atlanta
- 1938–1941: America FC (RJ)

Como treinador
- 1941: CA Platense
- 1942–1943: Ferro Carril Oeste
- 1947–1948: America FC (RJ)
- 1949–1952: Ferro Carril Oeste
- 1958: Racing Club
- 1959: Argentina
- 1959: CA Platense
- 1961: Ferro Carril Oeste